# گمینا کلونووا
گمینا کلونووا (به لهستانی:  Gmina Klonowa) یک گمینا در لهستان است که در شهرستان شراتس واقع شده‌است. گمینا کلونووا ۹۵٫۳۷ کیلومتر مربع مساحت و ۳٬۰۵۹ نفر جمعیت دارد.